# Kutki
Kutki – dawna kolonia. Tereny, na których leżała, znajdują się obecnie na Białorusi, w obwodzie witebskim, w rejonie głębockim, w sielsowiecie Urzecze.

## Historia
W czasach zaborów w gminie Zalesie, w powiecie dzisieńskim, w guberni wileńskiej Imperium Rosyjskiego
W latach 1921–1945 kolonia leżała w Polsce, w województwie wileńskim, w powiecie dziśnieńskim, w gminie Zalesie.
Powszechny Spis Ludności z 1921 roku nie podał danych dotyczących miejscowości. W 1931 w 1 domu zamieszkiwało 9 osób.
Wierni należeli do parafii rzymskokatolickiej w Głębokiem i parafii prawosławnej w Zalesiu. Miejscowość podlegała pod Sąd Grodzki w Łużkach i Okręgowy w Wilnie; właściwy urząd pocztowy mieścił się w Zalesiu.